# Calgon
A Calgon több cég által bejegyzett jogvédett márkanév. Az eredeti termék porított nátrium-hexametafoszfátot tartalmazott, amely akvakomplexként a kemény víz nem várt hatásaitól óvott, így lehetővé tette a szappanok és más detergensek hatásának megfelelő érvényesülését. 
Fürdőszobai használatra és mosáshoz ajánlották, de több hasonló terméket is kidolgoztak, amelyek összetelükben is eltértek az eredetitől.
Magyarországon rendkívül ismert a Calgonnal a mosógép is tovább él! szlogen.

## Bírság
15 millió forintos bírságot kapott a Gazdasági Versenyhivataltól a Reckitt Benckiser kft., mert a fogyasztók megtévesztésére alkalmas reklámjaikban 2010. augusztus 2. és 2010. november 21. közt azt a látszatot keltették, hogy az ecet nem annyira hatékony a vízkő eltávolítására, mint a Calgon. A vizsgálatok során a cég nem tudta bizonyítani állításainak valódiságát.